# Kavernularia
Kavernularia (Cavernularia hultenii) är en lavart som beskrevs av Gunnar Bror Fritiof Degelius. 
Kavernularia ingår i släktet Cavernularia och familjen Parmeliaceae. Arten är reproducerande i Sverigeoch är rödlistad, nära hotad. Den växer i Jämtland och Åsele lappmark på grankvistar. Inga underarter finns listade i Catalogue of Life.